# Manuel Jorge Gomes de Sepúlveda
Manuel Jorge Gomes de Sepúlveda, mais conhecido no Brasil como José Marcelino de Figueiredo (Bragança, 16 de abril de 1735 — Lisboa, 28 de abril de 1814), foi um militar e administrador colonial português. Foi governador da Capitania do Rio Grande de São Pedro, de 23 de abril de 1769 a 26 de outubro de 1771 e de 11 de junho de 1773 a 31 de maio de 1780.
A tradição lhe dá origem na antiga aristocracia portuguesa, mas segundo Fábio Kühn seu avô fora sapateiro. De toda forma, encaminhou-se para o serviço militar, ingressando tardiamente (aos 27 anos) no Regimento dos Voluntários Reais sediado no Faro, com o posto de cadete. Deve logo ter provado valor, pois dois anos depois já era capitão de cavalaria.
Consta que tinha uma índole turbulenta, o que acabou envolvendo-o numa tragédia: uma rude discussão com um colega de regimento, o escocês John MacDonell, terminou em assassinato. Julgado pelo Conselho de Guerra, foi condenado à pena de morte. Mas algum alto protetor deve ter intervindo, visto que sua pena foi não apenas suspensa, como ele foi promovido a coronel da cavalaria. Contudo, o crime não podia ser apagado, então ele foi enviado ao Brasil. Um ofício da Corte enviado em 1765 ao vice-rei Antônio Álvares da Cunha dava instruções para que o recebesse e empregasse sob um pseudônimo: “Até o presente andou refugiado, e agora buscou ocultamente o serviço, e sendo como é oficial de préstimos, não é justo que se perca; não convindo, porém, que se saiba que tornou a ele: [...] o admita em qualquer dos Regimentos dessa Capitania com o [...] referido nome de José Marcelino; e guardando-se um inviolável segredo no referido”.
Foi assim que, com o nome de José Marcelino de Figueiredo, chegou ao Rio de Janeiro, sendo logo enviado à Capitania do Rio Grande, onde fez uma carreira-relâmpago. Nesta época o território estava em disputa com os espanhóis, que em 1763 haviam ocupado a capital, a vila de Rio Grande. Em maio de 1767 recebeu ordens do governador para retomar a cidade, mas houve resistência e o plano fracassou. Então voltou ao Rio de Janeiro.
Em breve estaria de volta ao sul, designado como governador em 1769. Quando tomou posse, em 23 de abril, não lhe agradou do local onde fora instalada a nova capital, Viamão. Foi então visitar o Porto dos Casais, onde tinham se estabelecido os casais açorianos e, desde então, passou a trabalhar para que a nova capital fosse para lá transferida. Em 1771 recebeu do vice-rei autorização para preparar a mudança.
Passou dois anos na função de governador, e neste período frustrou uma nova tentativa dos espanhóis de invadirem a Capitania, vencendo com uma hábil estratégia forças bastante superiores em número, o que lhe aumentou a fama na Corte, mas acabou afastado do governo por causa de sua rebeldia. Sua atuação passou por uma devassa, e António de Almeida Soares Portugal, o novo vice-rei, deixou um testemunho: “Sou obrigado a dizer [...] que contra a limpeza de mãos do coronel José Marcelino não tenho cousa alguma, antes me consta ter servido com grande isenção, e os seus erros todos são nascidos de uma vaidade de fidalguia e de ciência que lhe parece estar superior a todos".

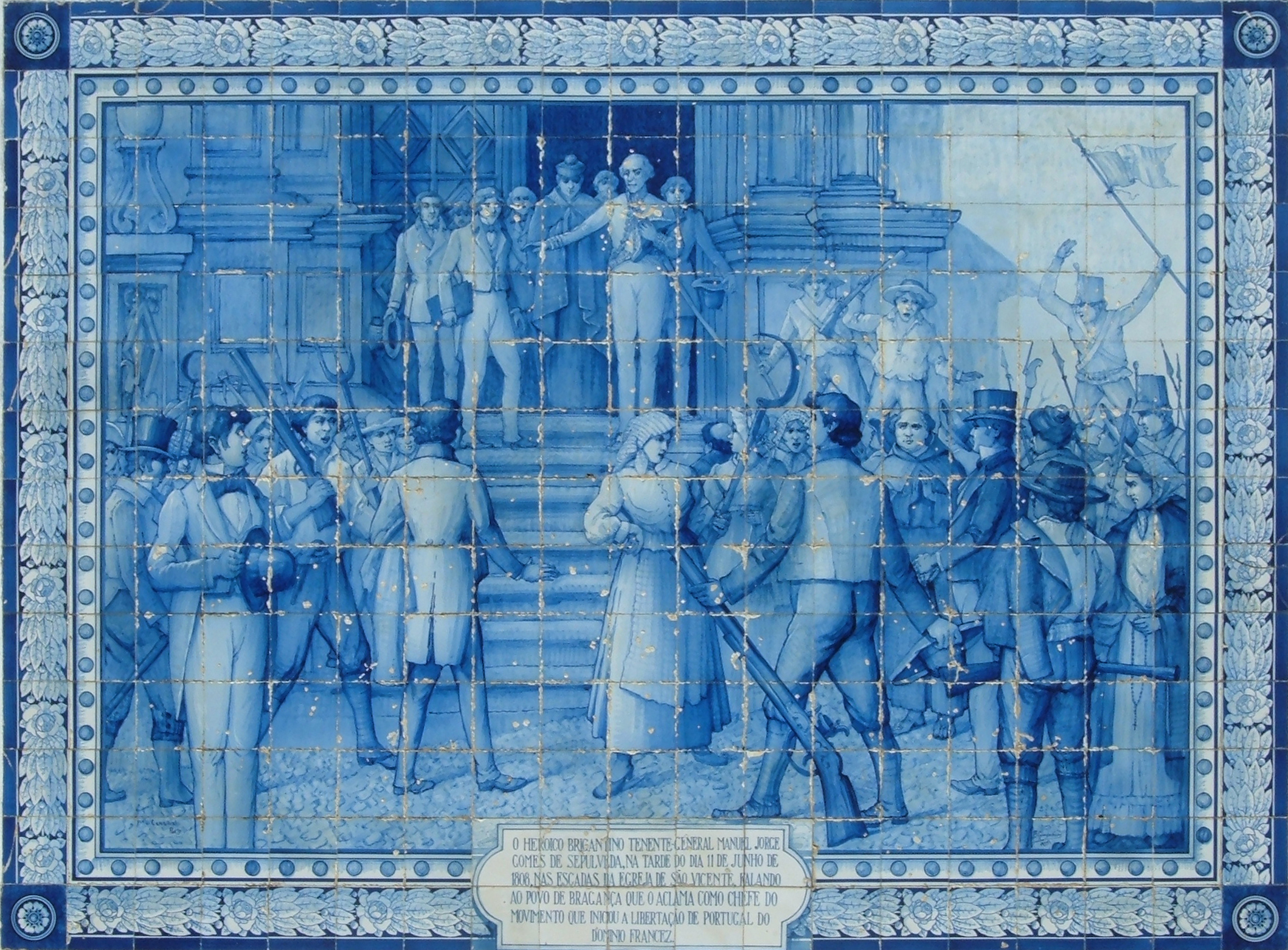
Painel de azulejos na Igreja Paroquial de São Vicente de Bragança, Portugal. Retrata a chamada de Sepúlveda à insurreição em 1808. Reza a legenda: "O heroico brigantino tenente-general Manuel Jorge Gomes de Sepúlveda, na tarde do dia 11 de junho de 1808, nas escadas da Egreja de São Vicente, falando ao povo de Bragança que o aclama como chefe do movimento que iniciou a Libertação de Portugal do domínio francez".

De volta ao Rio de Janeiro em 1771, José Marcelino determinou que seu substituto, o tenente-coronel António da Veiga de Andrade passasse a tratar da urbanização do Porto dos Casais. Em 5 de abril de 1773, já brigadeiro, foi reconduzido à governança, e de volta à província, realizou detalhada inspeção nas obras de transferência da capital, fixando sua residência no Porto dos Casais no dia 25 de julho de 1773, data em que a localidade transformou-se em capital da província. No entanto, seu temperamento não se modificara, e continuou gerando controvérsias e conflitos. Entrou várias vezes em atrito com a Câmara de Vereadores, o que por fim custou-lhe o cargo de governador, sendo removido em 1780.
Novamente no Rio, ali casou-se em 1781 com dona Joana Correia de Sá e Castro, de ilustre família, descendente de Salvador Correia de Sá e Benevides, que por três vezes fora governador do Rio e o responsável pela libertação de Angola dos holandeses. Com ela foi pai de Bernardo Correia de Castro e Sepúlveda e António Correia de Castro Sepúlveda. Em 1783 recebeu enfim licença para voltar a Portugal, o que vinha pleiteando há muitos anos.
Em seu retorno foi plenamente reabilitado, reassumindo seu verdadeiro nome e sendo honrado com a governança de sua cidade natal. Em 1789 foi enobrecido, recebendo o título de fidalgo da Casa Real, e pouco depois, foi nomeado ao distinguido posto de governador das armas de Trás-os-Montes. Demonstraria ainda seu valor como militar, já no posto de tenente-general, sendo em 1808 um dos líderes da Revolta de Trás-os-Montes, que pretendeu expulsar o invasor francês. Na sequência foi nomeado para o Conselho de Guerra do Reino, com o posto de general. Nas palavras de Kühn,
"Sepúlveda morreu em 1814, exatamente meio século depois de ter sido condenado à morte. A decisão de poupar-lhe a vida não poderia ter sido mais benéfica para o Império lusitano. Mesmo encrenqueiro e desobediente, ele ajudou Portugal em duas frentes: a garantir a fronteira meridional da América e a resistir contra invasores franceses na Europa. Seja como José Marcelino, seja como Manuel, não há dúvida: ele inscreveu seu(s) nome(s) na História".